# Дженев'єв Берент
Дженев'єв Берент (англ. Genevieve Behrent, нар. 25 вересня 1990) — новозеландська веслувальниця, срібна призерка Олімпійських ігор 2016 року.

## Виступи на Олімпіадах
| Олімпіада           | Дисципліна | Місце |
| ------------------- | ---------- | ----- |
| Ріо-де-Жанейро 2016 | двійки     | 2     |
| Ріо-де-Жанейро 2016 | вісімки    | 4     |

## Зовнішні посилання
- Дженев'єв Берент — олімпійська статистика на сайті Sports-Reference.com (англ.) (архівна версія)
- Профіль [Архівовано 23 липня 2021 у Wayback Machine.] на сайті FISA.

1. ↑  Genevieve Behrent